# Teoria de nusos

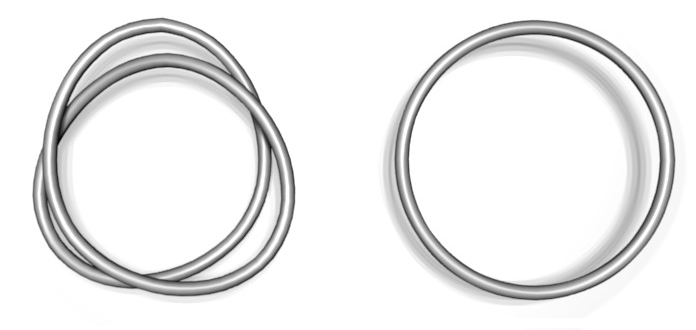
Nusos trivials

La teoria de nusos és la branca de la topologia que s'encarrega d'estudiar l'objecte matemàtic que abstreu la noció quotidiana de nus.
En escoltar la paraula nus, venen a la nostra ment imatges com la dels cordons d'unes sabates, la de les sogues dels mariners i, fins i tot, venen records com el d'una extensió elèctrica difícil de desnuar. Totes aquestes imatges són exemples de nusos que difereixen per molt poc del concepte matemàtic de nus.
Un nus, un cop enganxats els seus extrems serà representat per una corba simple i tancada en ℝ3 o, de manera més àmplia, per embeddings de la circumferència en diversos espais topològics ambient.

## Definició
El que pretén la definició matemàtica de nus, és donar una descripció rigorosa del que és el nus i amb això poder donar resposta a què fa que un nus sigui diferent d'un altre. La idea bàsica d'aquesta definició és que, per donar-li cabuda al fet que un nus no es pugui desnuar, s'enganxen les puntes extremes del nus.
- Per això es diu que un nus és un encaix o encarnat de la circumferència en l'espai ambient ({\displaystyle \mathbb {R} \ ^{3}}, {\displaystyle S^{3}} o alguna altra 3-varietat).

D'altra banda, el que un nus es pugui deformar transformant-lo en un altre, en matemàtiques es descriu com l'existència d'una isotòpia de l'ambient entre les dues puntes.
- Formalment parlant, un pot dir que un  nus  a ({\displaystyle \mathbb {R} \ ^{3}} o en {\displaystyle S^{3}}) és una classe d'equivalència de puntes de la 1-esfera ( S   1  ={ x  {\displaystyle \in }  R   2 :| x |= 1}) en ({\displaystyle \mathbb {R} \ ^{3}} o en la 3-esfera). La classe ve donada per l'equivalència isotòpica de funcions, és a dir, dos encaixos són equivalents si existeix una isotòpia de l'ambient entre tots dos.

També és possible estudiar nusos en el tor: {\displaystyle S^{1}\times S^{1}}.

## Història
Al final del segle xviii fa la seva aparició la Teoria de nusos amb els estudis de Vandermonde, Gauss i Klein.
A la part final del segle xix es va iniciar un estudi sistemàtic de la teoria quan els matemàtics i físics es van dedicar a tabular nusos. Lord Kelvin (1867) va proposar la idea que els àtoms eren nusos, formats per petits vòrtex o corrents tancades d'èter. Ell creia que si classificava tots els nusos possibles podria explicar com els àtoms absorbeixen i emeten llum. Ara sabem que aquesta idea és incorrecta. El físic Peter Guthrie Tait va passar molts anys realitzant una llista de nusos amb la creença que estava creant una taula d'elements. Quan l'èter no va ser detectat en l'experiment de Michelson i Morley, la teoria dels àtoms modelats mitjançant nusos va ser rebutjada, i la teoria dels nusos va perdre part del seu interès per als físics.
A principi del segle xx, coincidint amb el desenvolupament de la topologia, topòlegs com Max Dehn, J. W. Alexander, i Kurt Reidemeister van investigar els nusos.
Però els desenvolupaments més importants d'aquesta teoria s'han produït en la segona part del segle xx, gràcies a les contribucions de John Conway, VFR Jones, LH Kauffman i molts altres.
Avui dia, la teoria de nusos té aplicacions en teoria de cordes, en la gravetat quàntica, en l'estudi de replicació i recombinació de l'ADN, en àrees de la mecànica i en psicoanàlisi lacanià (vegeu, per exemple, el seminari de Lacan No.22 anomenat "RSI", i el No.23, anomenat "Sinthome", dictats entre 1974 i 1976).
És important recalcar que els complements d'alguns nusos tenen a 3-varietats com complements i aquestes són objectes d'intens estudi.

## Diagrames de nusos i moviments de Reidemeister

Diagrama d'un nus.

Un nus es descriurà generalment per mitjà del seu diagrama, que representa la seva projecció sobre el pla, destacant en cada encreuament la diferència entre el tram que està a sobre i el que està sota (que normalment apareix marcat amb una interrupció).
És possible que en projectar dos nusos diferents en determinada direcció, es perdi informació i s'obtingui la mateixa projecció. Perquè això no succeeixi es treballa sempre amb les anomenades projeccions regulars, que contenen tota la informació necessària.
Però el mateix nus admetrà diferents representacions en forma de diagrama, així que sorgeix el primer problema fonamental: quan dos diagrames representaran el mateix nus?
El 1927, el teorema de Reidemeister resoldrà parcialment aquest problema. Aquest teorema permet decidir si un nus és igual a un altre tan sols fent dibuixos, i és una eina potent per a la prova d'alguns invariants.
El teorema de Reidemeister diu el següent: per passar d'una projecció regular d'un nus a una altra projecció, només es necessiten realitzar successivament moviments d'algun dels següents tipus:
|  |  |  |

Encara que aquest resultat aparentment resol el problema, no proporciona un algorisme per determinar si dos nusos són equivalents. Així, a priori no es coneix el nombre de moviments necessaris per transformar un diagrama en un altre. Tampoc és possible saber amb certesa en un temps finit, si dos nusos no són equivalents. Un avanç significatiu en aquesta direcció va ser la introducció el 1929 dels primers invariants.

## Invariants de nusos
Un invariant de nusos és una "quantitat" que és la mateixa per a nodes equivalents. Tot i així, un sol invariant pot prendre el mateix valor per a dos nusos diferents, sent insuficient per distingir-los.
A la llista d'invariants clàssics hem d'incloure:
- La tricolors
- El grup d'un nus, que és el grup fonamental del seu complement.
- El polinomi d'Alexander.

Al final del segle xx van ser descoberts nous invariants com:
- Els invariants hiperbòlics.
- El polinomi de Jones i les seves dues generalitzacions més conegudes, el polinomi HOMFLY i el polinomi de Kauffman, ambdós generats per grups quàntics.

De tota manera, els invariants nomenats són només la punta de l'iceberg de la moderna teoria de nusos.

## A la topologia de dimensions baixes
Un nus  té importància com determinador de cert tipus de 3-varietat que són els complements de nusos.

## Nusos en dimensions més altes
En quatre dimensions, qualsevol nus és equivalent al nus trivial.
La següent generalització que pot tenir interès és considerar una 2-esfera embeguda en una 4-esfera. Aquest encastament es considerarà no lligat si hi ha un homeomorfisme de l'espai ambient (la 4-esfera) en si mateixa, que porti la 2-esfera considerada en la 2-esfera canònica.

## Vegeu també

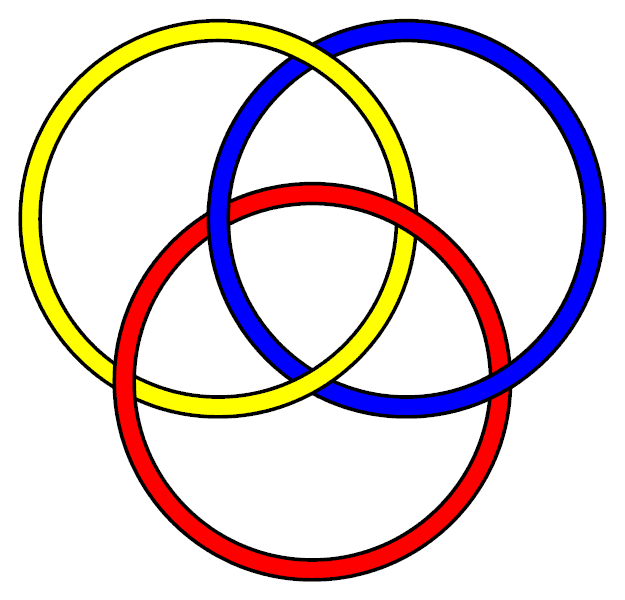
Un enllaç amb tres components, cadascun dels quals és un nus trivial.

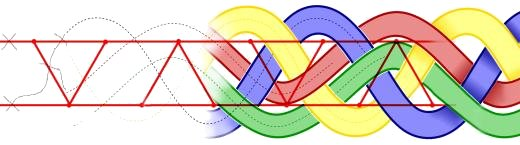
Fris format per una 3-trena